# Cupcini
Cupcini (în perioada 1961-1990 – Kalininsk) este un oraș din raionul Edineț, nordul Republicii Moldova. Suprafața - 12 km2. Distanța până la centrul raional - 12 km, până la Chișinău - 194 km. Populația - 12 000 de locuitori. Case aparte 2 441, cu instalație de apă - 1 314, cu gaz lichefiat - 1 436. Întreprinderi industriale - 11, inclusiv SA Cupcini-Cristal, fabrica de conserve „Natur-Vit”, „Nord Tutun”, „Mina din Cupcini”, „Cereale-Cupcini”, SRL „Pacificator”, combinat de panificație, spital, 3 biserici, 2 școli polivalente, 2 licee, gimnaziu, școală de muzică, casa de creație, 4 biblioteci, centru comercial, casă de ceremonii, piața stadion, zonă de odihnă.
Orașul Cupcini de azi se află pe autostrada Chișinău - Cernăuți. Este străbătut de la est la vest de râul Ciuhur și spălat de un mare iaz cu parc de odihnă. Situat în regiune de șes și mici coline, actualul oraș Cupcini, împreună cu localitățile rurale Chetroșica Veche, Cupcini și fosta localitate Kalininsk, are o populație de peste 12 mii de oameni.

## Istorie
Denumirea localității provine de la numele boierilor Cupcici, vestiți în Țara Moldovei. Cel mai influent a fost Ion Cupcici, care în perioada domniei lui Alexandru cel Bun (1422-1425) a deținut funcția de logofăt la curtea domnitorului.
Vornicului Cupcici, care în timpul domniei lui Alexandru cel Bun stăpânea satul Cupca din ținutul Suceava și o mare moșie pe cursul de sus al râului Ciuhur din ținutul Hotin. Prin cartea domnească din 15 iunie 1431 Domnitorul Alexandru cel Bun i-a întărit boierului Cupcici un șir de sate și moșii. Pe această moșie au apărut satele Cupcini, Brătușeni și Chetroșica Veche:
„Din mila lui Dumnezeu, noi, Alexandru voievod, domn al Țării Moldovei. Facem cunoscut, cu această carte a noastră, celor care o vor vedea sau o vor auzi citindu-se, că această adevărată slugă și boier al nostru credincios, pan Cupcici vornic, ne-a slujit cu dreaptă și credincioasă slujbă. De aceea, noi, văzând dreapta și credincioasa lui slujbă către noi, l-am miluit cu deosebita noastră milă și i-am dat și i-am întărit vislujenia lui, satele, în țara noastră, anume: [...] și, la Terebne, pământ din pustie să-și întemeieze sate, anume: Cozareuți, și Polzalăuți, și Viadinți, Micicova și Nesteacăuti, și, pe Ciuhru, în sus de moară și în jos de moară, și, pe Ciuhru, Mihailăuți, la Vadul de Piatră și la Hacișce Leș.

Iar hotarul acestor sate de la Vadul de Piatră, să fie de cealaltă parte a Ciuhrului, în sus, până la Durnea Ceatariu, iar de la Ciuhru, pe vale, până la Dumbrava Rotundă, și de la Tador, pe hotarele vechi, până la Racovăț, iar de la Neagăuți și de la Grozea și de la Costici, pe hotarele vechi, până la Vadul de Piatră.
 
...
 
Iar pentru mai mare întărire a tuturor celor mai sus-scrise, am poruncit slugii noastre credincioase, Neagoe logofăt, să scrie și să atârne pecetea noastră la această carte a noastră.
 
La Suceava, în anul 6939 <1431> iunie 15.”

## Demografie
Structura etnică, conform recensământului din 2004
     Moldoveni (64,76%)
     Ucraineni (24,07%)
     Ruși (9,2%)
     Români (0,6%)
     Bulgari (0,28%)
     Alții (1,09%)

### Structura etnică
Structura etnică a orașului conform recensământului populației din 2004:
| Grup etnic                                               | Populație | % Procentaj  |
| -------------------------------------------------------- | --------- | ------------ |
| Băștinași declarați Moldoveni Băștinași declarați Români | 4.819 45  | 64,76% 0,60% |
| Ucraineni                                                | 1.791     | 24,06%       |
| Ruși                                                     | 685       | 9,20%        |
| Bulgari                                                  | 21        | 0,28%        |
| Găgăuzi                                                  | 15        | 0,20%        |
| Alții                                                    | 65        |              |
| Total                                                    | 7.441     | 100%         |

## Administrație și politică
Componența Consiliului local Cupcini (17 consilieri), ales la 5 noiembrie 2023, este următoarea:
|  | Partid                                       | Consilieri | Componență | Componență | Componență | Componență | Componență | Componență | Componență | Componență |
|  | -------------------------------------------- | ---------- | ---------- | ---------- | ---------- | ---------- | ---------- | ---------- | ---------- | ---------- |
|  | Partidul Socialiștilor din Republica Moldova | 8          |            |            |            |            |            |            |            |            |
|  | Liga Orașelor și Comunelor                   | 4          |            |            |            |            |            |            |            |            |
|  | Partidul „Renaștere”                         | 2          |            |            |            |            |            |            |            |            |
|  | Partidul Social Democrat European            | 1          |            |            |            |            |            |            |            |            |
|  | Candidat independent VASILE RENȚA            | 1          |            |            |            |            |            |            |            |            |
|  | Partidul Acțiune și Solidaritate             | 1          |            |            |            |            |            |            |            |            |

## Monumentul victimelor Holocaustului
Monumentul victimelor Holocaustului a fost ridicat în memoria victimelor Holocaustului, persecutați și exterminați de fasciștii români în timpul celui de-al Doilea Război Mondial.

### Istoria fondării
Ideile și planificrea structurii memoriale au apărut cu mai mulți ani înainte, din inițiativa profesorului de istorie Iurie Zagorca, fondator al organizației publice de păstrare a memoriei victimelor fascismului, „Nemurire”, care și-a dedicat mai mult de 20 de ani ridicării unor monumente similare în Moldova. Proiectul a fost susținut de Primăria orașului și de organizația Livingstones-Association.
Îndeplinind ordinul mareșalului Ion Antonescu de „curățirea terenului”, varianta română a sintagmei germane „Soluția Finală”, de eliminare fizică a evreilor din fostul teritoriu al Regatului Român, trupele române au creat în raionul Edineț, în anul 1941, două lagăre de exterminare unde au adus coloane de locuitori evrei din Basarabia și Bucovina de Nord. În octombrie 1941, în urma unui nou ordin de redirecționare a evreilor peste Nistru, lagărele au fost închise, iar cei între 13 și 25 de mii de deținuți din cele două lagăre de exterminare au fost eliminați, cei slabi și bolnavi au fost duși la periferia orașului și împușcați, iar restul - epuizați și extenuați au fost duși în coloane spre Transnistria, parte,  spre Soroca, de unde au fost transportate peste Nistru pe două drumuri: unul prin Otaci, celălalt prin Cupcini, Parkova, Fântâna Albă și alte localități. La inițiativa organizației „Nemurire”, în localitățile traversate de „drumurile morții” au fost ridicate monumente comemorative, ca cel din orașul Cupcini (octombrie 2019).

### Inaugurarea monumentului
La data de 26 ianuarie 2020 la Cupcini a avut loc un miting de inaugurare a monumentului de comemorare a evreilor, jertfe ale Holocaustului, locuitori ai fostului raion Bratușeni.
Mitingul de comemorare a fost deschis de presedintele Organizatiei obștești ,,Nemurire”, Iurie Zagorcea, în prezența sponsorilor care au contribuit la ridicarea monumentului: primaria Cupcini – primar Ivan Ostaficiuc și cetățeana elvețiană Yvette Marzbacher cu familia, cu discursuri, onoruri militare și, cu salve de onoare.

## Galerie de imagini

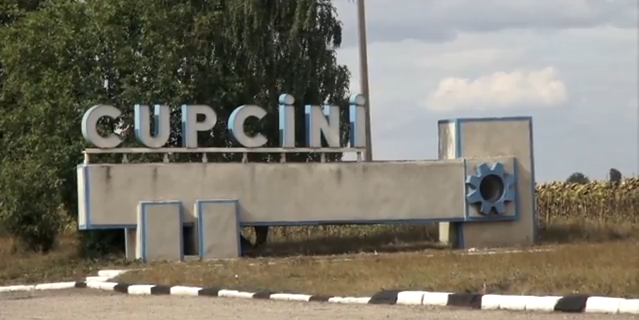
Inscripția cu denumirea localității la intrare în oraș
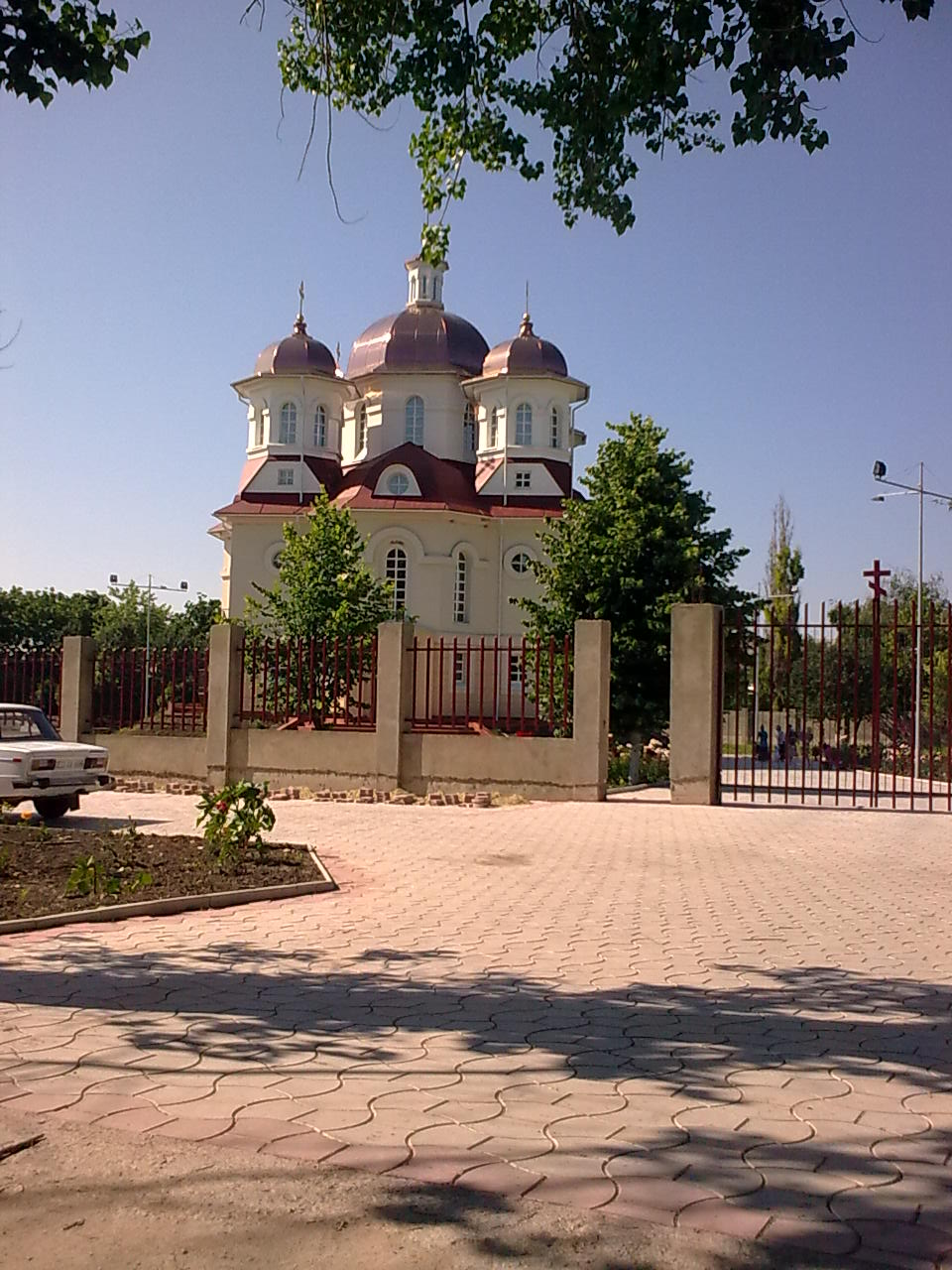
Catedrala Sfântului Mare Mucenic Dumitru din localitate
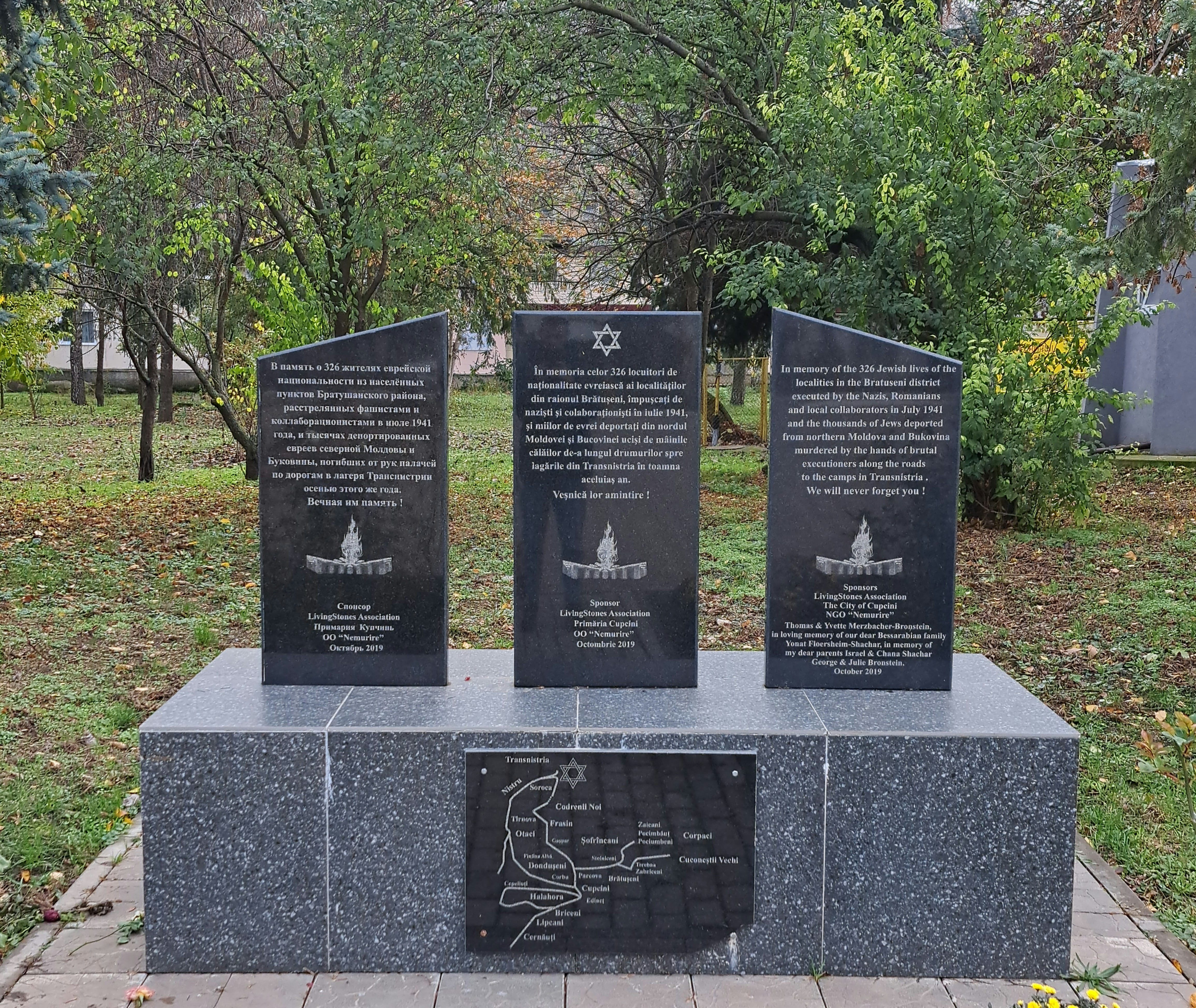
Monumentul victimelor Holocaustului

## Vezi și
- Listă de orașe din Republica Moldova